# مدار ۳۳ درجه شمالی
مدار ۳۳ درجه شمالی، دایره‌ای از عرض جغرافیایی است که در ۳۳ درجهٔ شمالی خط استوا  قرار دارد.

## گذر از مناطق
از نصف‌النهار مبدأ شروع می‌شود و به سمت مشرق ۳۳ درجه شمالی از موارد زیر گذر می‌کند:
| مختصات‌ها                                             | کشور، قلمرو یا دریا | توضیحات |
| ---------------------------------------------------- | ------------------- | --- |
| ۳۳°۰′ شمالی ۰°۰′ شرقی / ۳۳٫۰۰۰°شمالی ۰٫۰۰۰°شرقی      | الجزایر             | |
| ۳۳°۰′ شمالی ۸°۱۱′ شرقی / ۳۳٫۰۰۰°شمالی ۸٫۱۸۳°شرقی     | تونس                | |
| ۳۳°۰′ شمالی ۱۱°۳۱′ شرقی / ۳۳٫۰۰۰°شمالی ۱۱٫۵۱۷°شرقی   | لیبی                | |
| ۳۳°۰′ شمالی ۱۲°۰′ شرقی / ۳۳٫۰۰۰°شمالی ۱۲٫۰۰۰°شرقی    | مدیترانه            | گذرکردن از شمال طرابلس (لیبی), لیبی |
| ۳۳°۰′ شمالی ۳۵°۵′ شرقی / ۳۳٫۰۰۰°شمالی ۳۵٫۰۸۳°شرقی    | اسرائیل             | |
| ۳۳°۰′ شمالی ۳۵°۳۷′ شرقی / ۳۳٫۰۰۰°شمالی ۳۵٫۶۱۷°شرقی   | بلندی‌های جولان      | Territory controlled by اسرائیل, ادعا شده توسط سوریه · UNDOF buffer zone                                                                                  |
| ۳۳°۰′ شمالی ۳۵°۵۳′ شرقی / ۳۳٫۰۰۰°شمالی ۳۵٫۸۸۳°شرقی   | سوریه               | |
| ۳۳°۰′ شمالی ۳۸°۵′ شرقی / ۳۳٫۰۰۰°شمالی ۳۸٫۰۸۳°شرقی    | اردن                | |
| ۳۳°۰′ شمالی ۳۹°۳′ شرقی / ۳۳٫۰۰۰°شمالی ۳۹٫۰۵۰°شرقی    | عراق                | |
| ۳۳°۰′ شمالی ۴۶°۶′ شرقی / ۳۳٫۰۰۰°شمالی ۴۶٫۱۰۰°شرقی    | ایران               | |
| ۳۳°۰′ شمالی ۶۰°۳۸′ شرقی / ۳۳٫۰۰۰°شمالی ۶۰٫۶۳۳°شرقی   | افغانستان           | |
| ۳۳°۰′ شمالی ۶۹°۳۰′ شرقی / ۳۳٫۰۰۰°شمالی ۶۹٫۵۰۰°شرقی   | پاکستان             | مناطق قبیله‌ای فدرال · خیبر پختونخوا · پنجاب (پاکستان) · کشمیر آزاد - ادعا شده توسط هند                                                                    |
| ۳۳°۰′ شمالی ۷۴°۲۱′ شرقی / ۳۳٫۰۰۰°شمالی ۷۴٫۳۵۰°شرقی   | هند                 | جامو و کشمیر - ادعا شده توسط پاکستان · هیماچال پرادش · Jammu and Kashmir - ادعا شده توسط پاکستان                                                          |
| ۳۳°۰′ شمالی ۷۹°۱۴′ شرقی / ۳۳٫۰۰۰°شمالی ۷۹٫۲۳۳°شرقی   | اکسائی چن           | Disputed between هند and چین |
| ۳۳°۰′ شمالی ۷۹°۲۱′ شرقی / ۳۳٫۰۰۰°شمالی ۷۹٫۳۵۰°شرقی   | چین                 | منطقه خودمختار تبت چینگهای سیچوآن Qinghai Sichuan گانسو شاآنشی هوبئی استان هنان آن‌هوئی جیانگسو Anhui (حدود 12 km) Jiangsu                                 |
| ۳۳°۰′ شمالی ۱۲۰°۴۷′ شرقی / ۳۳٫۰۰۰°شمالی ۱۲۰٫۷۸۳°شرقی | دریای چین شرقی      | گذرکردن از جنوب جزیرهٔ Marado, کره جنوبی |
| ۳۳°۰′ شمالی ۱۲۹°۲′ شرقی / ۳۳٫۰۰۰°شمالی ۱۲۹٫۰۳۳°شرقی  | ژاپن                | جزیرهٔ Nakadori: — استان ناگاساکی جزیرهٔ کیوشو: — Nagasaki Prefecture — استان ساگا — استان کوماموتو — استان اوئیتا جزیرهٔ شیکوکو: — استان اهیمه — استان کوچی |
| ۳۳°۰′ شمالی ۱۳۳°۱′ شرقی / ۳۳٫۰۰۰°شمالی ۱۳۳٫۰۱۷°شرقی  | اقیانوس آرام        | |
| ۳۳°۰′ شمالی ۱۱۸°۳۵′ غربی / ۳۳٫۰۰۰°شمالی ۱۱۸٫۵۸۳°غربی | ایالات متحده آمریکا | کالیفرنیا - San Clemente Island |
| ۳۳°۰′ شمالی ۱۱۸°۳۳′ غربی / ۳۳٫۰۰۰°شمالی ۱۱۸٫۵۵۰°غربی | اقیانوس آرام        | |
| ۳۳°۰′ شمالی ۱۱۷°۱۷′ غربی / ۳۳٫۰۰۰°شمالی ۱۱۷٫۲۸۳°غربی | ایالات متحده آمریکا | کالیفرنیا آریزونا نیومکزیکو تگزاس لوئیزیانا - گذرکردن از جنوب border with آرکانزاس میسیسیپی (ایالت) آلاباما جورجیا کارولینای جنوبی                        |
| ۳۳°۰′ شمالی ۷۹°۲۸′ غربی / ۳۳٫۰۰۰°شمالی ۷۹٫۴۶۷°غربی   | اقیانوس اطلس        | |
| ۳۳°۰′ شمالی ۱۶°۲۳′ غربی / ۳۳٫۰۰۰°شمالی ۱۶٫۳۸۳°غربی   | پرتغال              | Cal Islet, just south of ویلا بالیرا (نام دیگر: پورتو سانتو), مادیرا                                                                                      |
| ۳۳°۰′ شمالی ۱۶°۲۲′ غربی / ۳۳٫۰۰۰°شمالی ۱۶٫۳۶۷°غربی   | اقیانوس اطلس        | |
| ۳۳°۰′ شمالی ۸°۴۵′ غربی / ۳۳٫۰۰۰°شمالی ۸٫۷۵۰°غربی     | مراکش               | |
| ۳۳°۰′ شمالی ۱°۲۸′ غربی / ۳۳٫۰۰۰°شمالی ۱٫۴۶۷°غربی     | الجزایر             | |